# Барановский, Анатолий Васильевич
Анато́лий Васи́льевич Барано́вский (бел. Анатоль Васільевіч Бараноўскі, 9 мая 1937, Минск, Белорусская ССР — 31 января 2017) — белорусский и советский художник-живописец, педагог. Народный художник Беларуси (2012).

## Биография
Родился в семье бухгалтера транспортно-экспедиционной конторы Западной железной дороги Василия Ильича и акушерки Зинаиды Петровны Барановских.
В 1958 г. окончил Минское художественное училище. В том же году основал художественную студию во Дворце культуры Минского тракторного завода, которой руководил до 1972 г. Учениками студии под его руководством в разные годы были В. А. Товстик, А. В. Кузьмич, В. П. Ходорович и другие. Некоторое время параллельно с педагогической деятельностью в студии (1959—1965) проходил обучение в Белорусском театрально-художественном институте (Белорусская государственная академия искусств, педагоги: И. О. Ахремчик, К. М. Космачёв и др.). В 1966—2007 гг. являлся преподавателем этого института. Доцент кафедры монументально-декоративного искусства (1987), профессор (1997).
Участник художественных выставок с 1965 г. Член Союза художников СССР и Белорусской ССР с 1973 г.
Произведения находятся в фондах Национального художественного музея Республики Беларусь, Могилёвского областного художественного музея имени П. В. Масленикова, Национального центра современных искусств (Минск), Национальной библиотеке Беларуси, Белорусского союза художников, Международной конфедерации Союзов художников (Москва), Музее современного изобразительного искусства Китая (Пекин), художественной галерее г. Созопол (Болгария), Тобольского государственного историко-архитектурного музея-заповедника, картинной галерее «Традиция» имени Г. М. Прянишникова (Светлогорск, Белоруссия), а также в областных музеях Беларуси, коллекциях галерей, банков, частных собраний в Белоруссии и за рубежом.
Анатолий Барановский - родоначальник белорусской художественной династии живописцев Барановских/Герасимовых: Барановская Елена Анатольевна (дочь), Герасимов Виталий Анатольевич (зять), Герасимов Глеб Витальевич (внук), Герасимова Вероника Валерьевна (внучатая невестка), Барановская Ирина Николаевна (племянница)
Похоронен в Минске на Восточном кладбище.

## Творчество
Работал в области станковой живописи. Его творчество было мало подвержено определённым направлениям («социалистический реализм», «суровый стиль», постмодернизм), характерных для отечественного искусства второй половины ХХ — начала XXI века. Художник нашёл и придерживался своего «третьего» пути в развитии национальной живописи, своей эстетической концепции восприятия.
Особый вклад внёс в развитие пейзажного жанра. Внутренний характер природы в работах Анатолия Барановского обычно раскрывается посредством тонких нюансов серебристой гаммы, которые по его мнению, являются характерной чертой белорусской природы. Его творческий метод характеризуется наличием импрессионистического подхода в отображении образов и мотивов, нетривиальной для станковой живописи техникой, которая напоминает технику пуантилизма, что делает его работы индивидуальными, своеобразными и запоминающимися.
«Произведения мастера отличает сочетание остроты видения с мягкостью, добротой, особой трепетной любовью и теплотой к изображаемому миру. Образность и поэзия сочетаются с неторопливым, тщательным анализом того или иного мотива, вниманием и средствам живописного высказывания. Художник мастерски поэтизирует конкретный обыденный мотив, возводит его до символа, когда малый уголок природы вызывает в памяти образ Родины». Влияние импрессионизма отнюдь не лишает творчество художника собственной, своеобразной и индивидуальной, узнаваемой тональности. Фактурно работая оттенками даже в пределах монохромной гаммы (например, сизо-голубые или серо-зелёные), А. Барановский в своих произведениях создаёт эмоционально неоднозначные образы, в которых ощущается что-то тревожное, настороженно притягивающее молчаливым диалогом"

В. И. Жук «Живопись Беларуси на рубеже веков: потери и обретения», 2013 г.
Основные произведения:
- «Память» (1978)
- «Купалье» (1982)
- «Гнёзда» (1983)
- «Рождение дня» (1984)
- «В грозу» (1986)
- «Цветы Браславщины» (1991—1992)
- «Осень па Припяти» (1994)
- «Наследие. Мирский замок» (2005)
- «Единство». (2007)
- «Коложа» (2009)

Основные прижизненные выставки:
- Выставка белорусского искусства в выставочном зале Браманте (Рим, Италия, 2000).
- Выставка «Окно на восток: художники Беларуси» («Una Finestra sull’Est: artisti della Belarus»). Фойе театра имени Джентиле да Фабриано в городе Фабриано (Италия, 2001).
- Выставка «Дни белорусской культуры в Республике Китай» (Пекин, 2001)
- Выставка «Современные художники Беларуси». Зал П. Кардена в Париже. (Франция, 2002).
- «Современное белорусское искусство: выставка живописи, графики и скульптуры из фондов Музея современного искусства г. Минска». Дворец Наций в г. Женева (Швейцария, 2004).
- «Современная живопись Беларуси. Наследники Марка Шагала». Галерея Европарламента в Брюсселе (Бельгия, 2004).
- Персональная выставка в Министерстве иностранных дел Республики Беларусь (2005).
- «Международная выставка». Музей современного русского искусства (C.A.S.E) в Нью-Йорке (США, 2006).
- Выставка «Современники» в Центральном доме художника в Москве (совместно с З. Литвиновой, 2006).
- Персональная выставка «Путь к свету». Национальный художественный музей Республики Беларусь, г. Минск (2008).
- Выставка белорусского искусства «Душа Беларуси». Парламент Чешской Республики (2012).

## Галерея

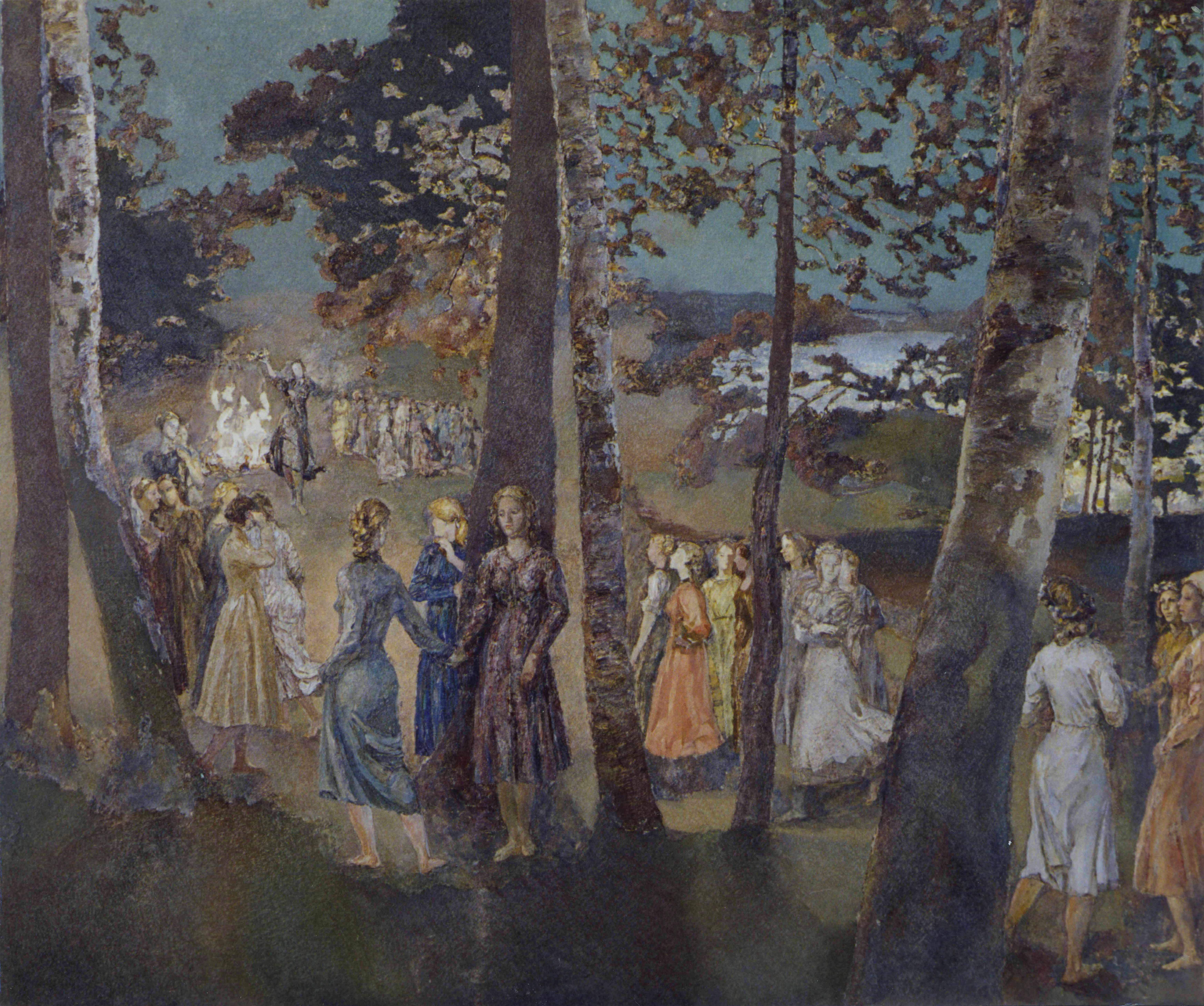
А. В. Барановский. «Купалье». 1982 г. Холст, масло. 135х160 см. Частная коллекция.
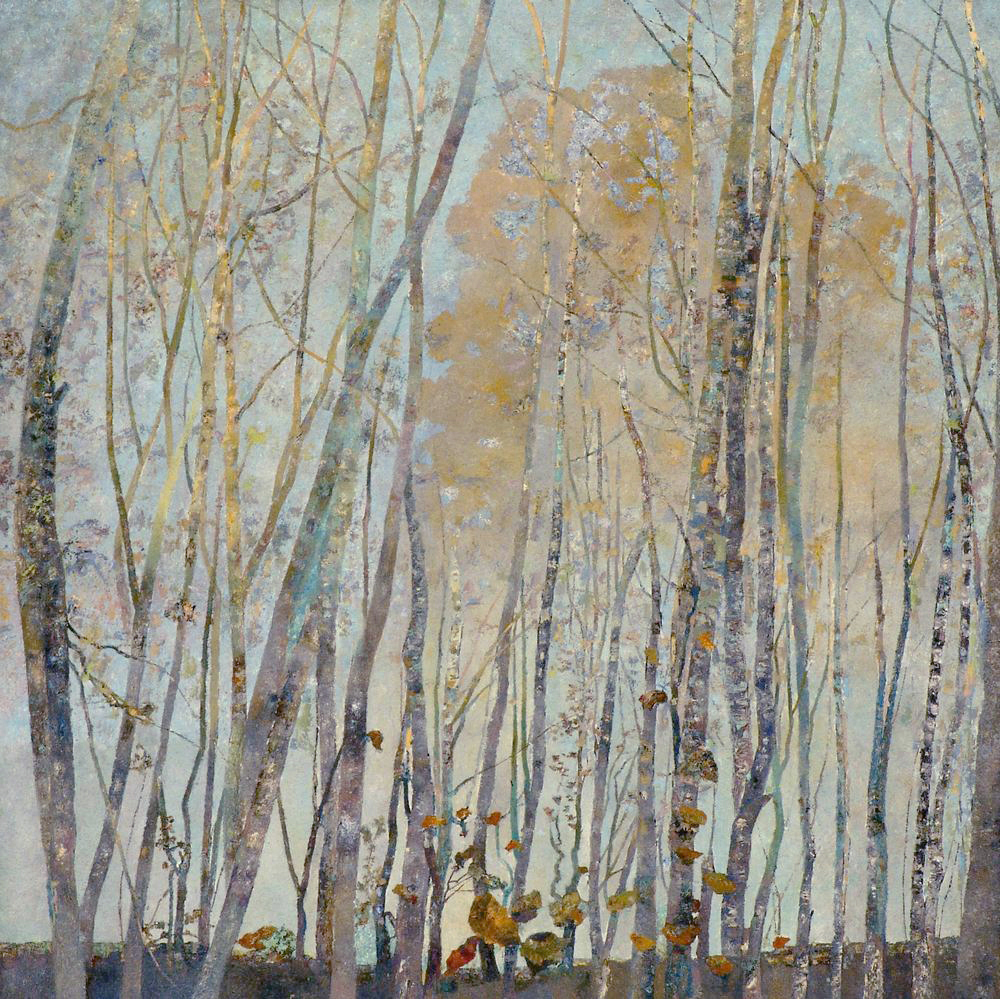
Анатолий Барановский. «В грозу». 1986 г. Холст, масло. 80х100 см. Национальный центр современных искусств Республики Беларусь.
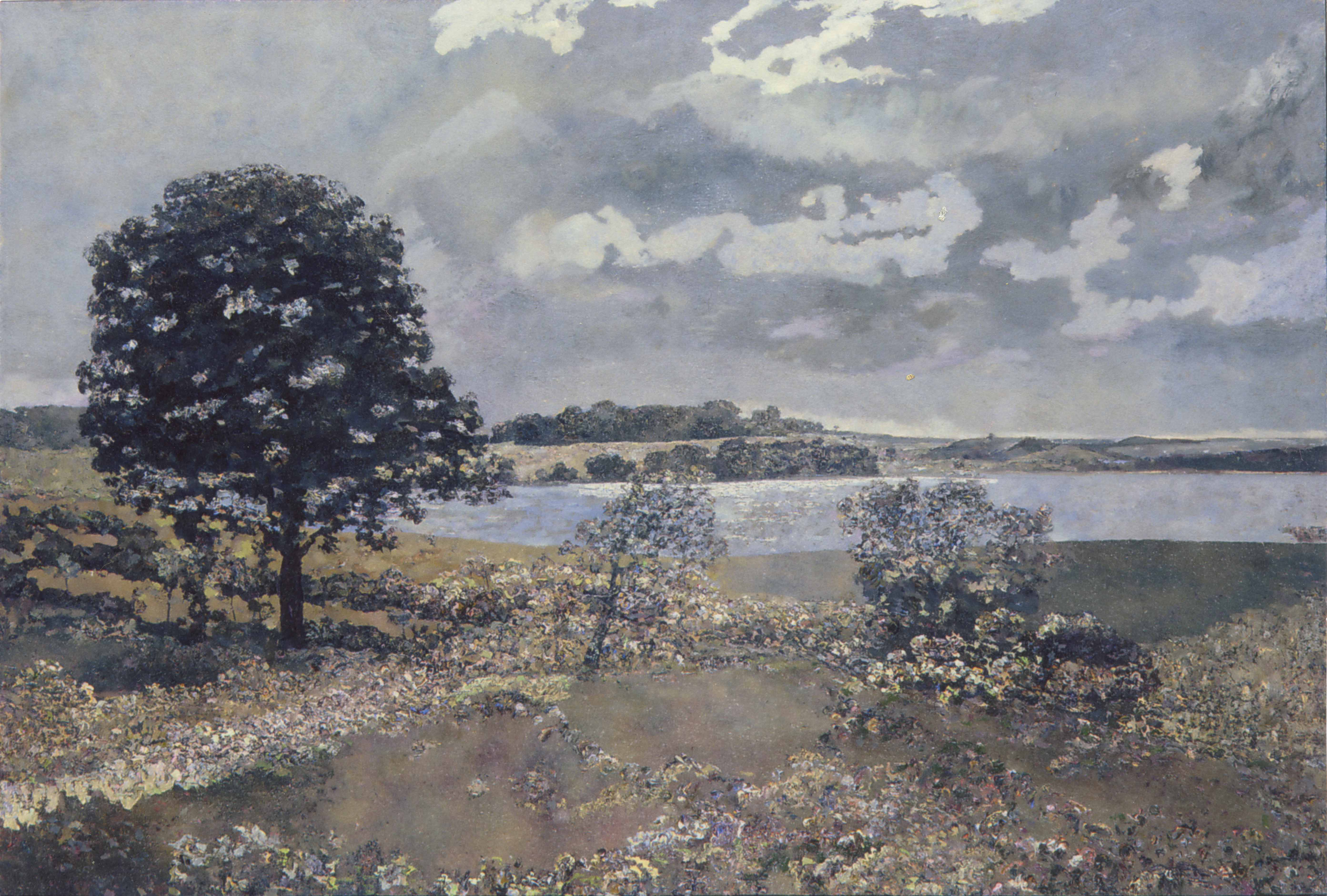
А. В. Барановский. «Браславский простор». 1991 г. Холст, масло. 130х175 см. Частная коллекция.
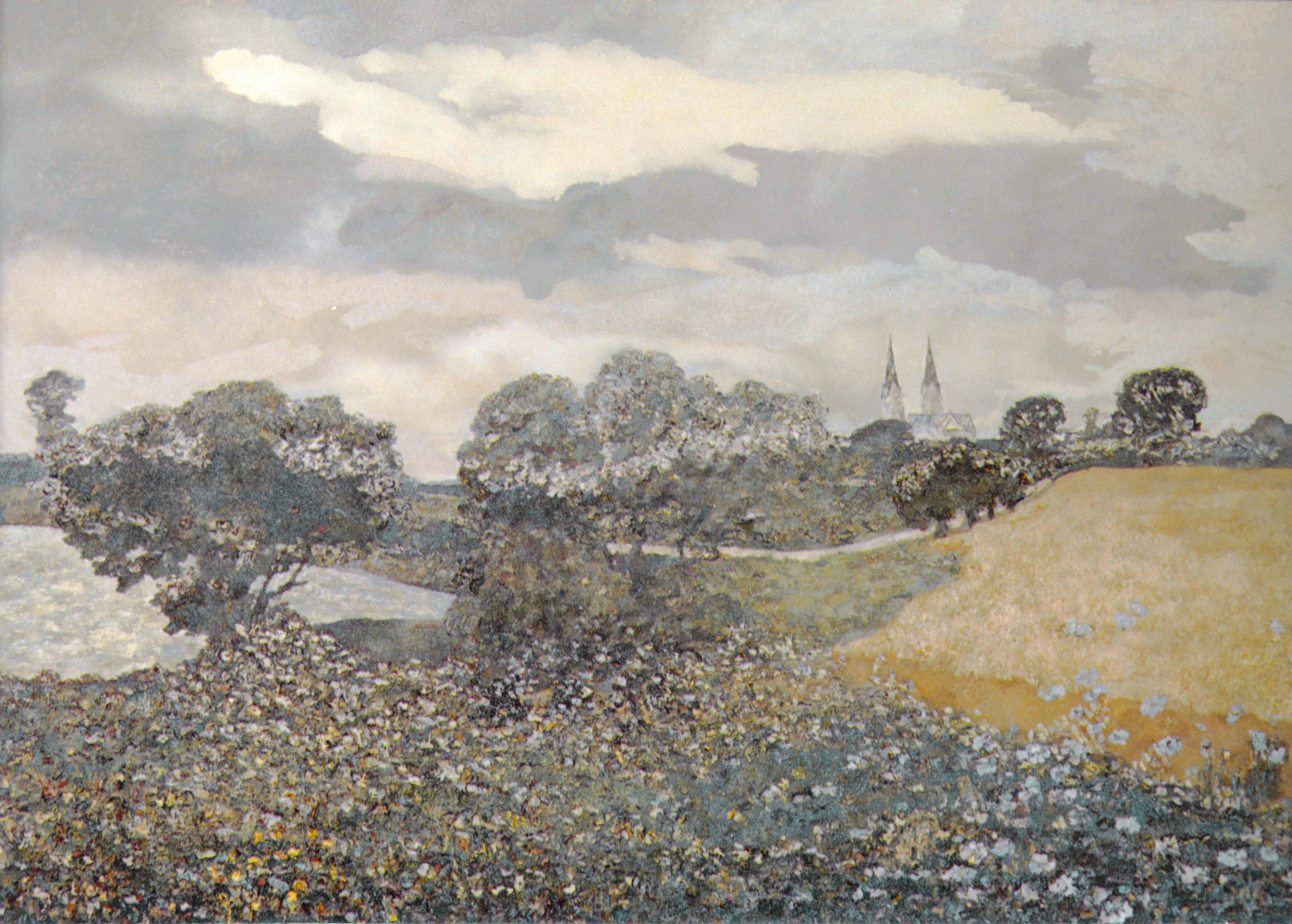
А. В. Барановский. «Цветы Браславщины». 1991-1992 гг.  Холст, масло. 100х140 см. Национальный художественный музей Республики Беларусь.
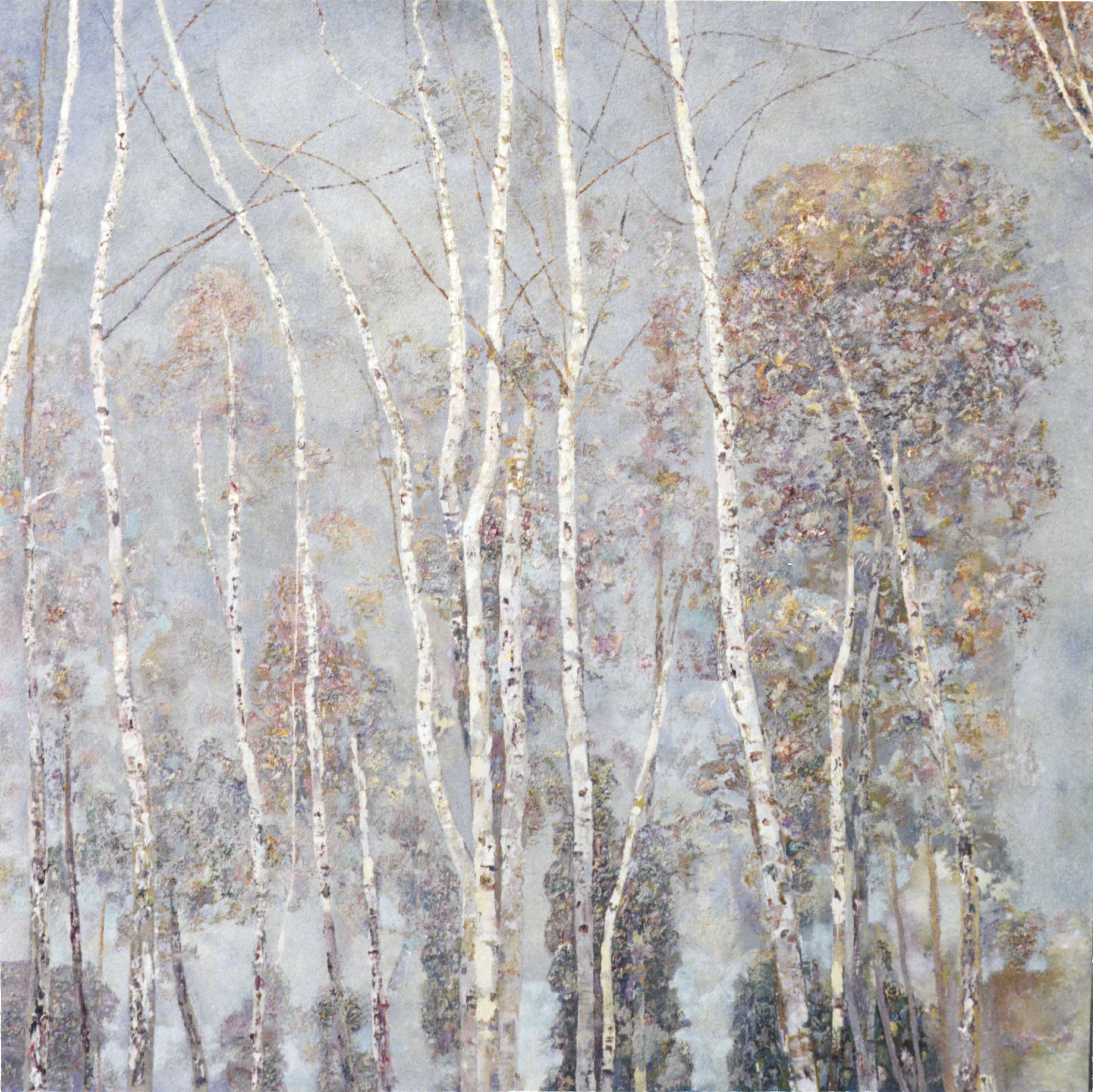
А. В. Барановский. «Время осенних берёз». 1993 г. Холст, масло. 114х114 см. Могилёвский областной художественный музей им. П. В. Масленикова.
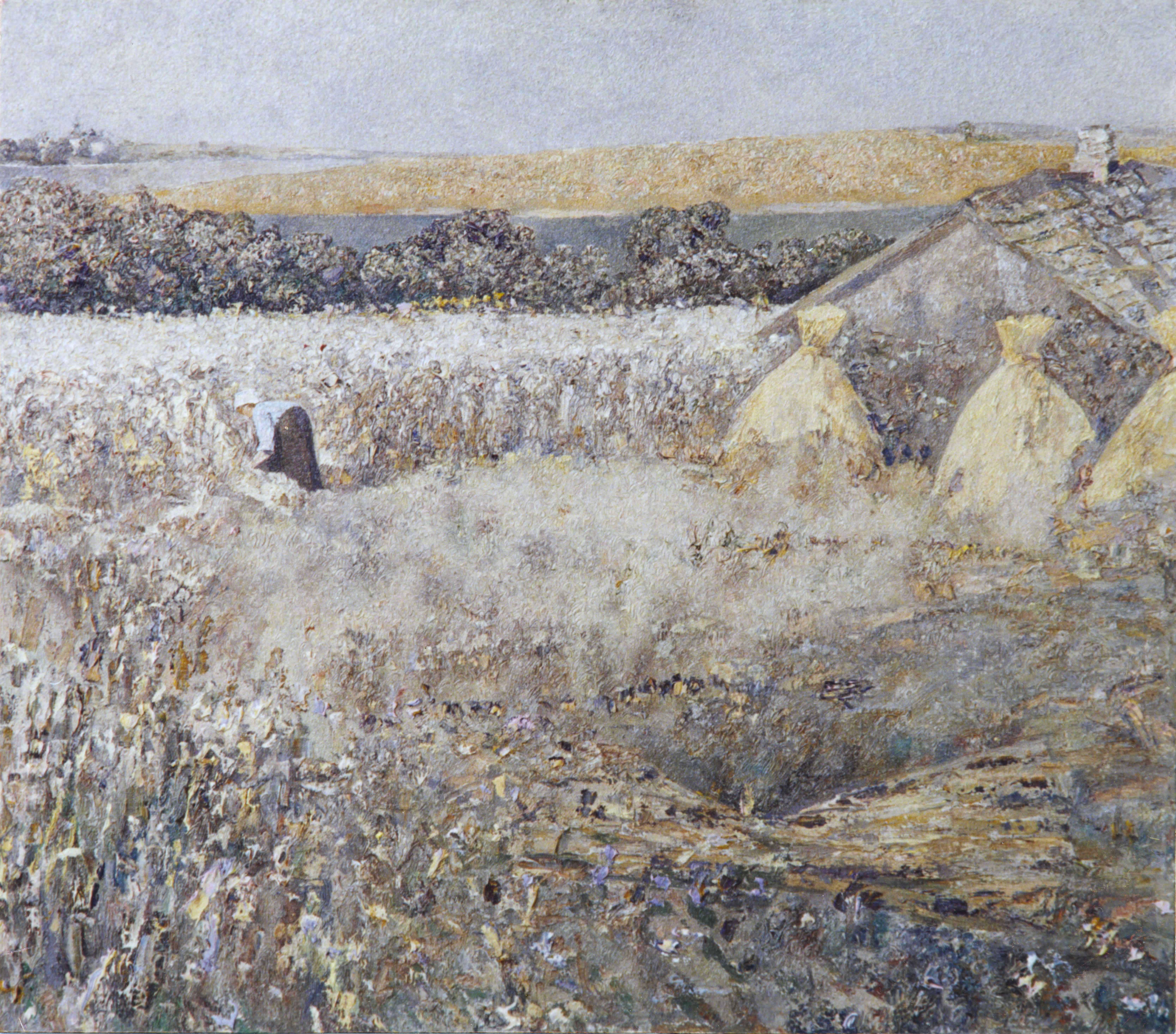
А. В. Барановский. «Август». 1994 г. Холст, масло. 70х80 см. Частная коллекция.
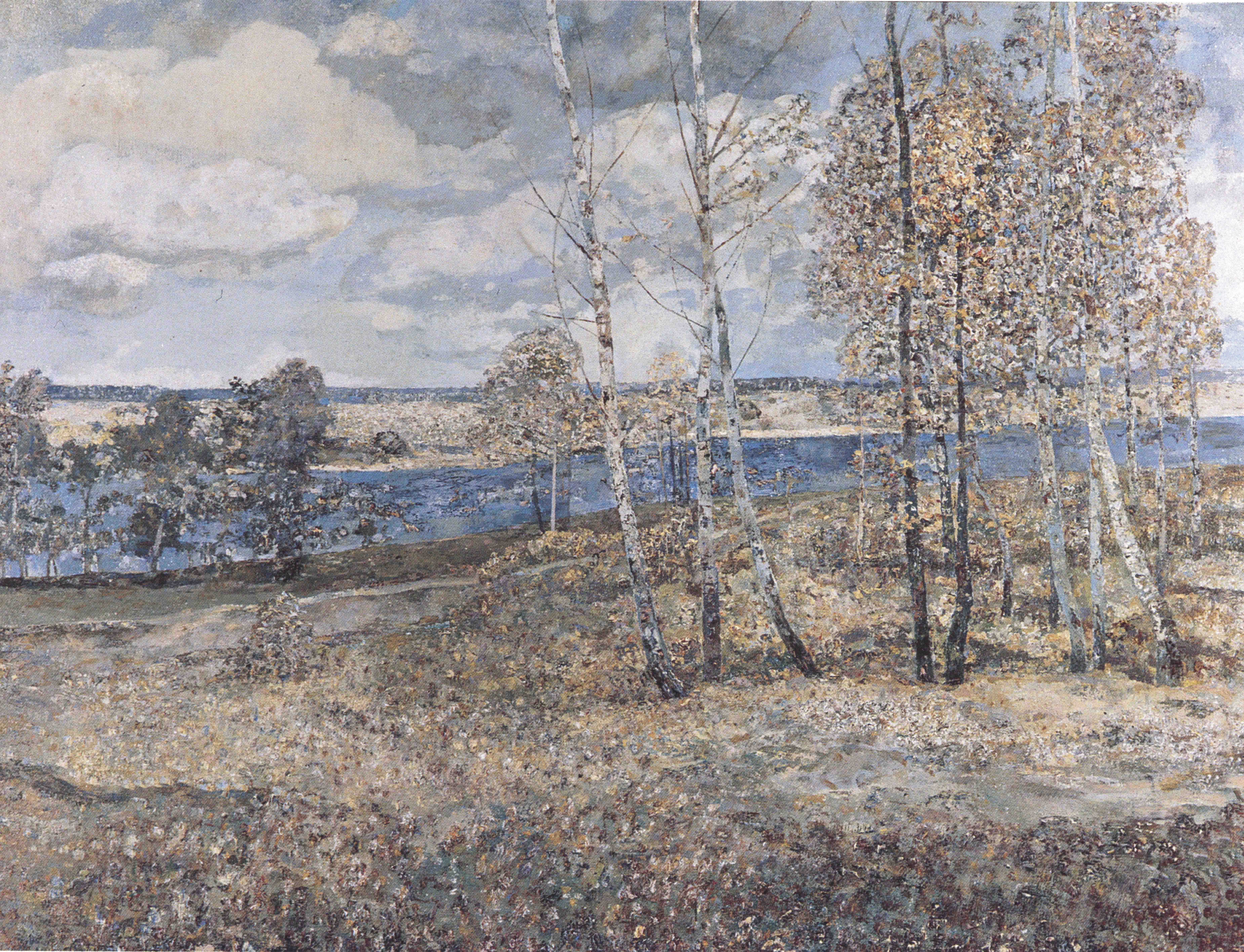
А. В. Барановский. «Осеннее настроение». 1995 г. Холст, масло. 100х130 см. Могилёвский областной художественный музей им. П. В. Масленикова.
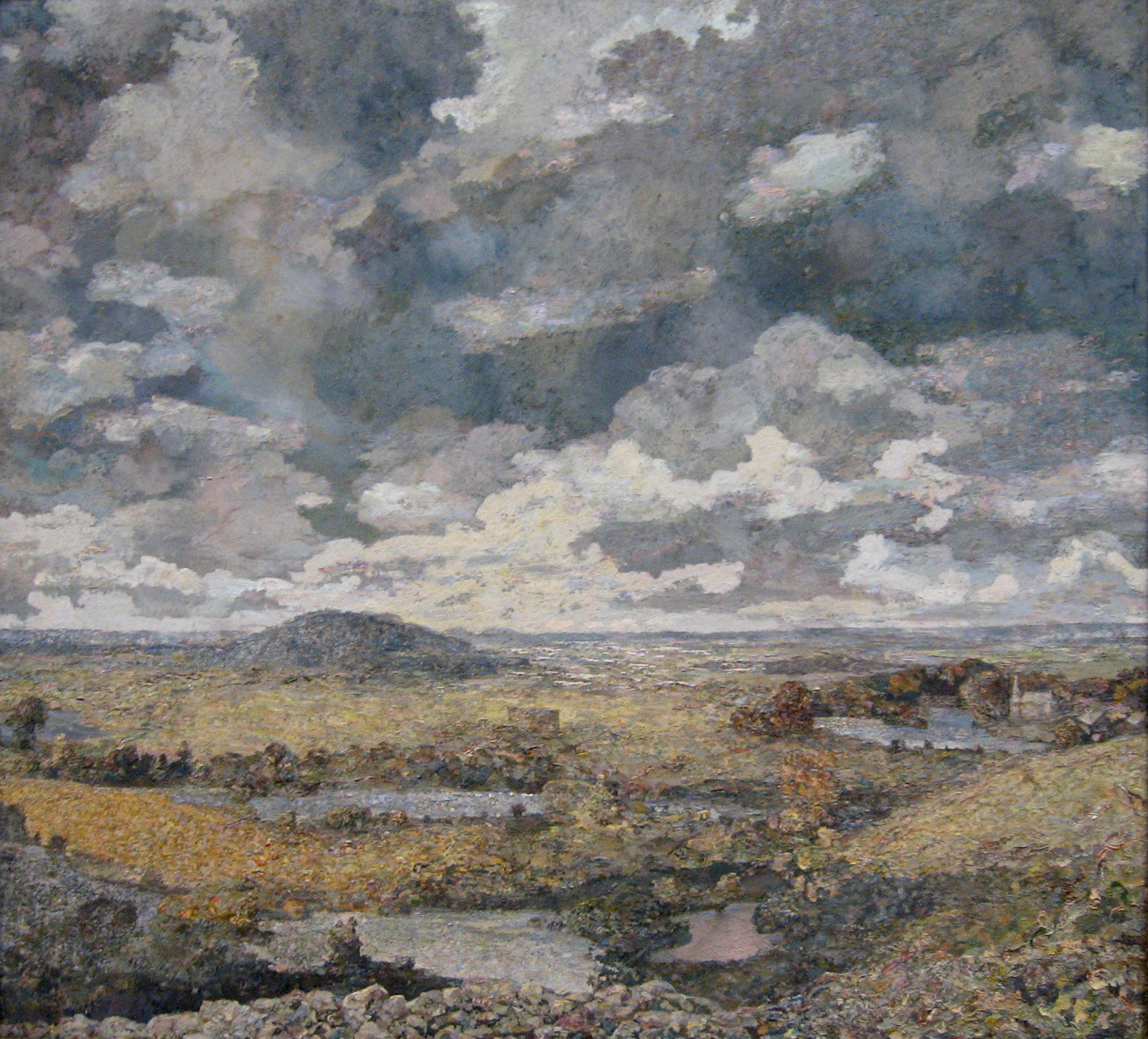
А. В. Барановский. «Связь времён». 2001 г. 140х150 см. Частная коллекция.
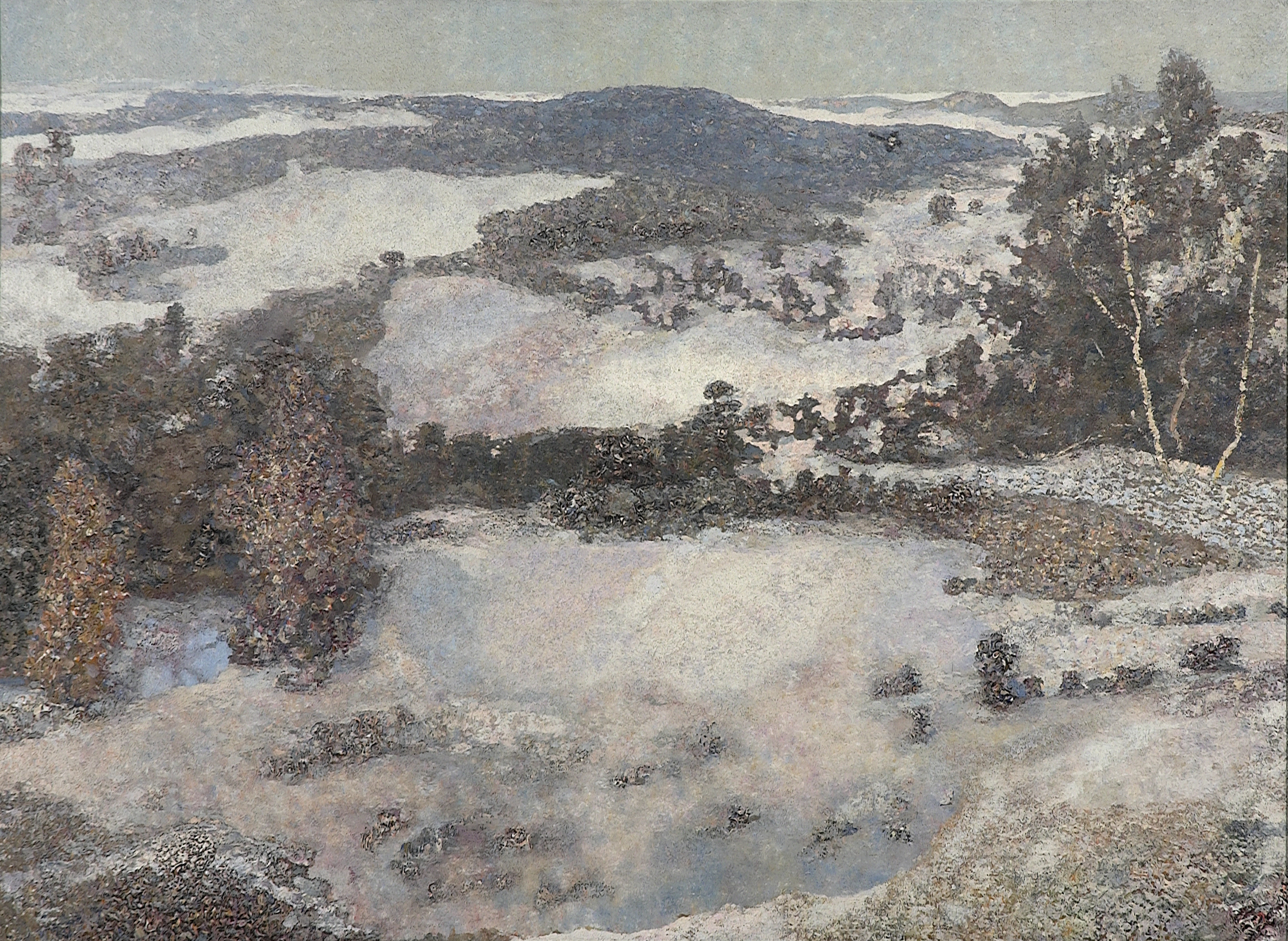
А. В. Барановский. «Зимний покой». 2004 г. Холст, масло. 95х130 см. Национальный художественный музей Республики Беларусь.
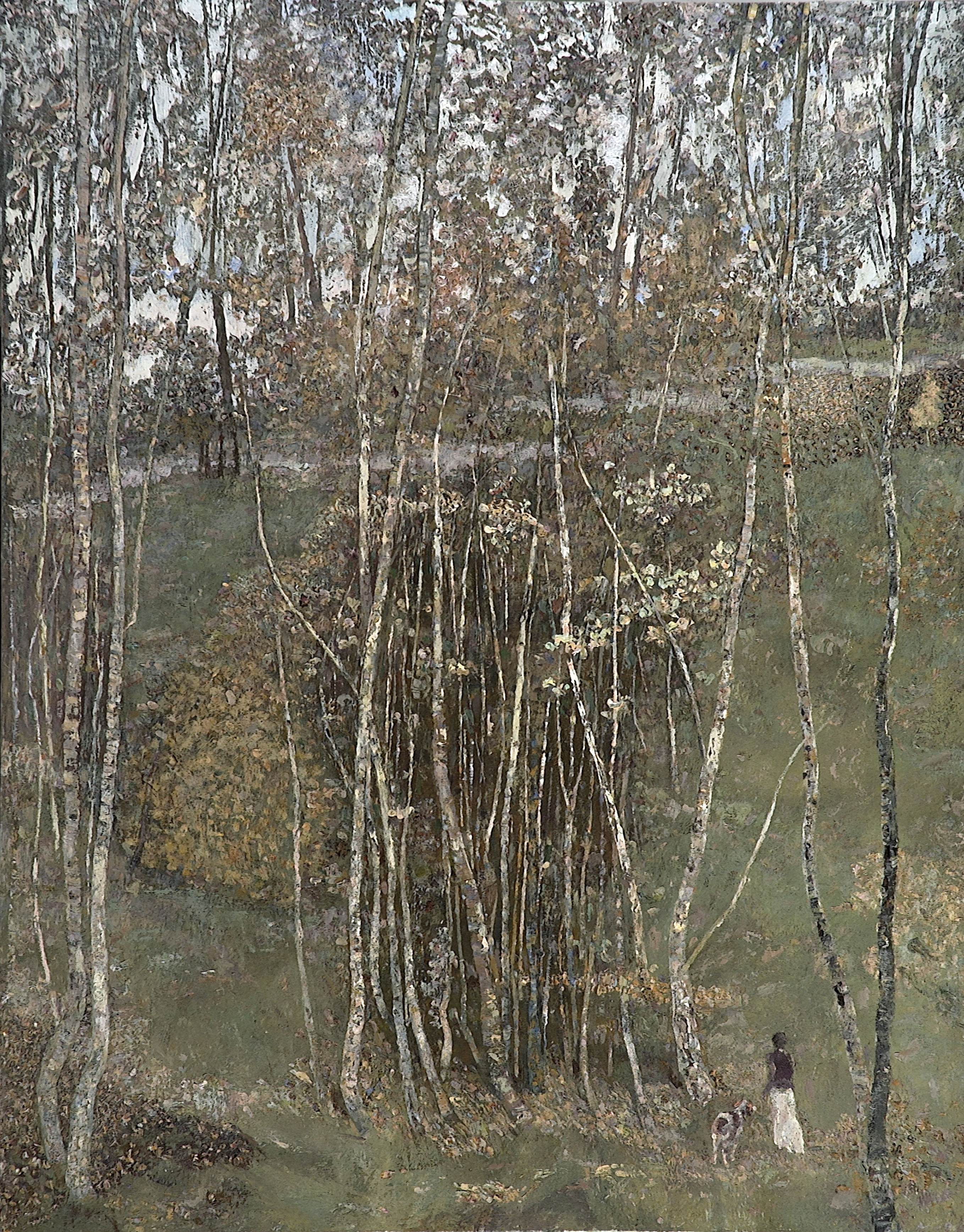
А. В. Барановский. 2005 г. «Бабье лето». Холст, масло. 140х110 см. Национальная библиотека Беларуси
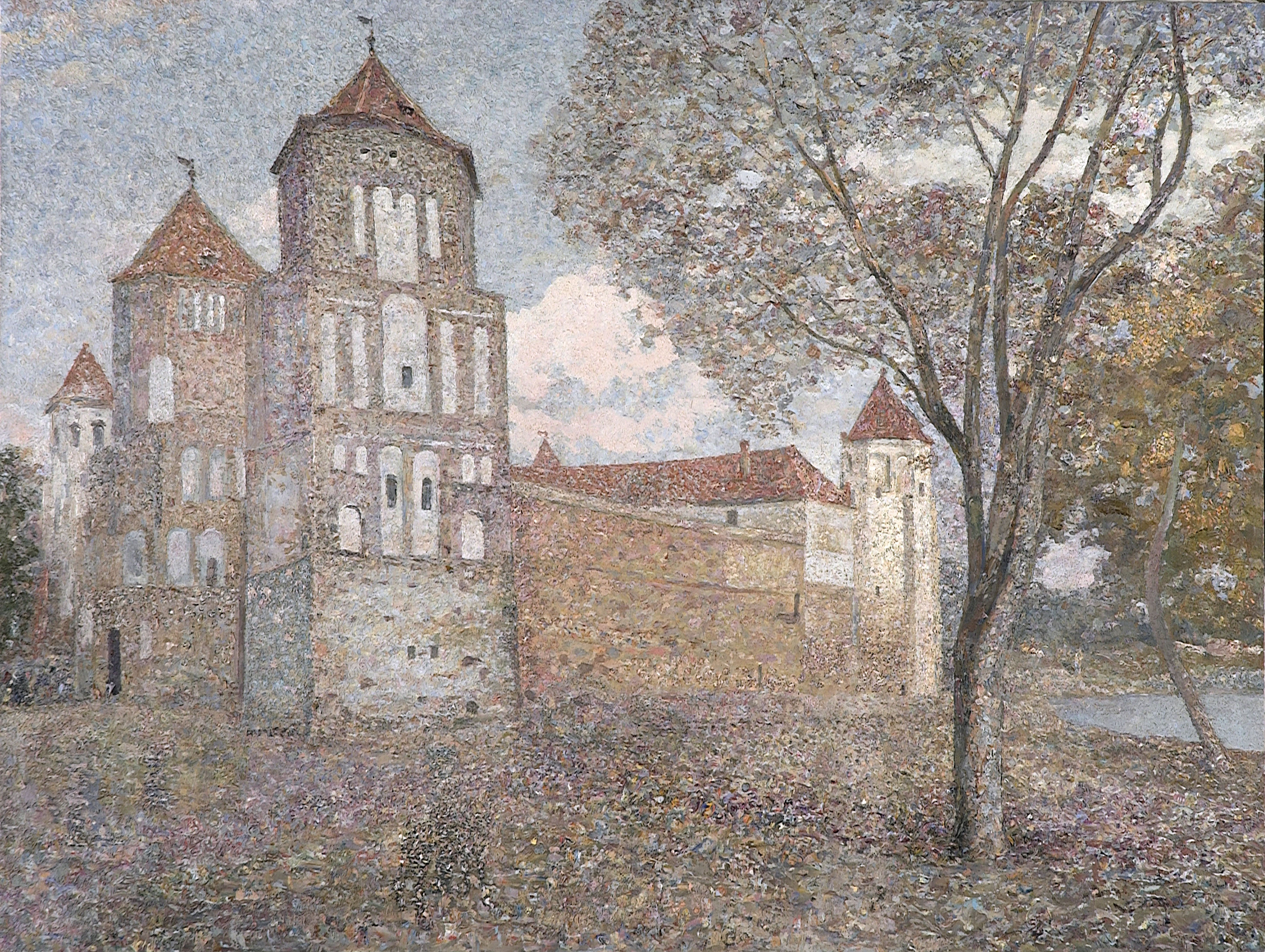
А. В. Барановский. 2005 г. «Наследие. Мирский замок». Холст, масло. 95х125 см. Национальный художественный музей Республики Беларусь
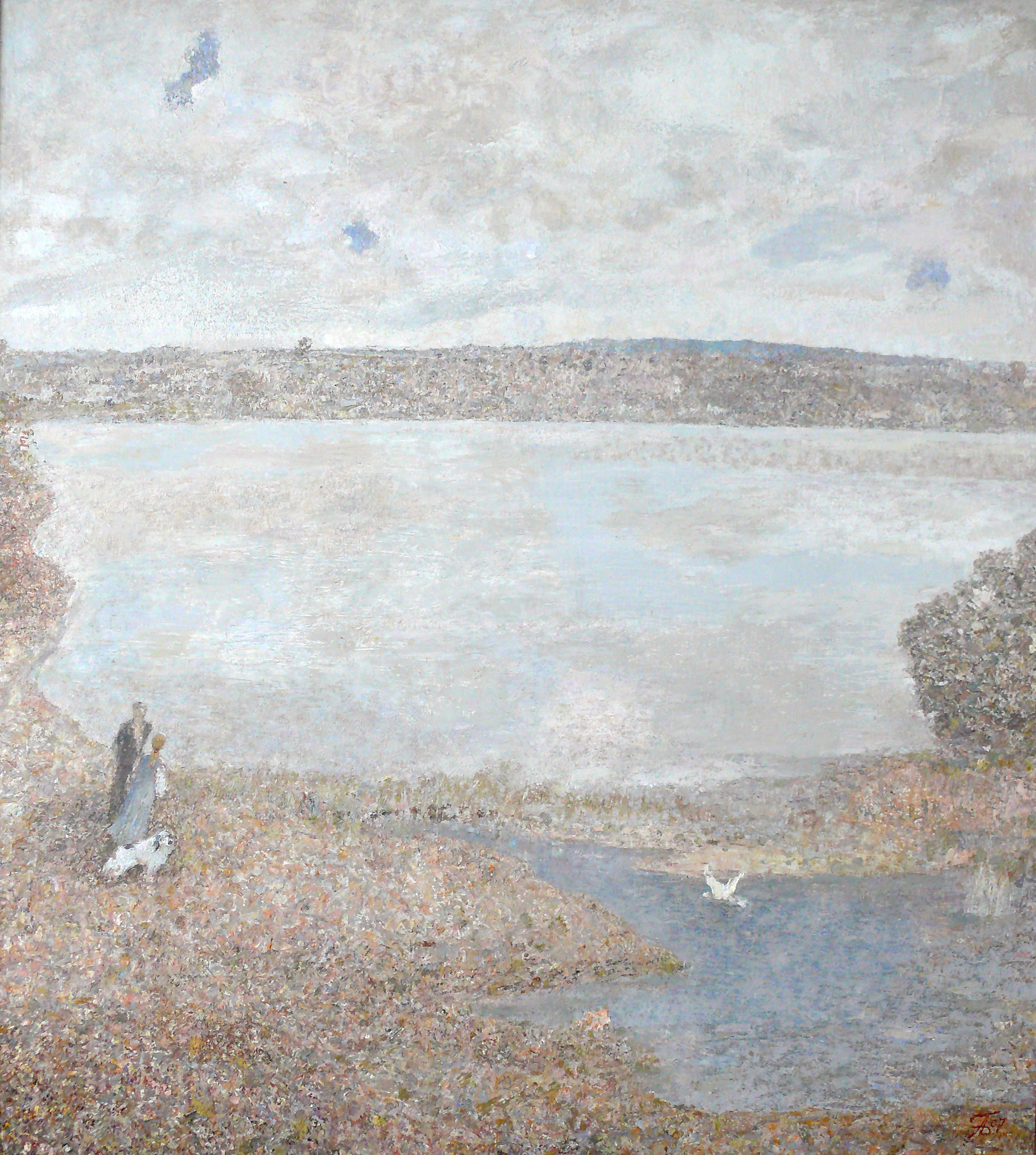
А. В. Барановский. «Единство». 2007 г. Холст, масло. 110×100 см. Национальный художественный музей Республики Беларусь.
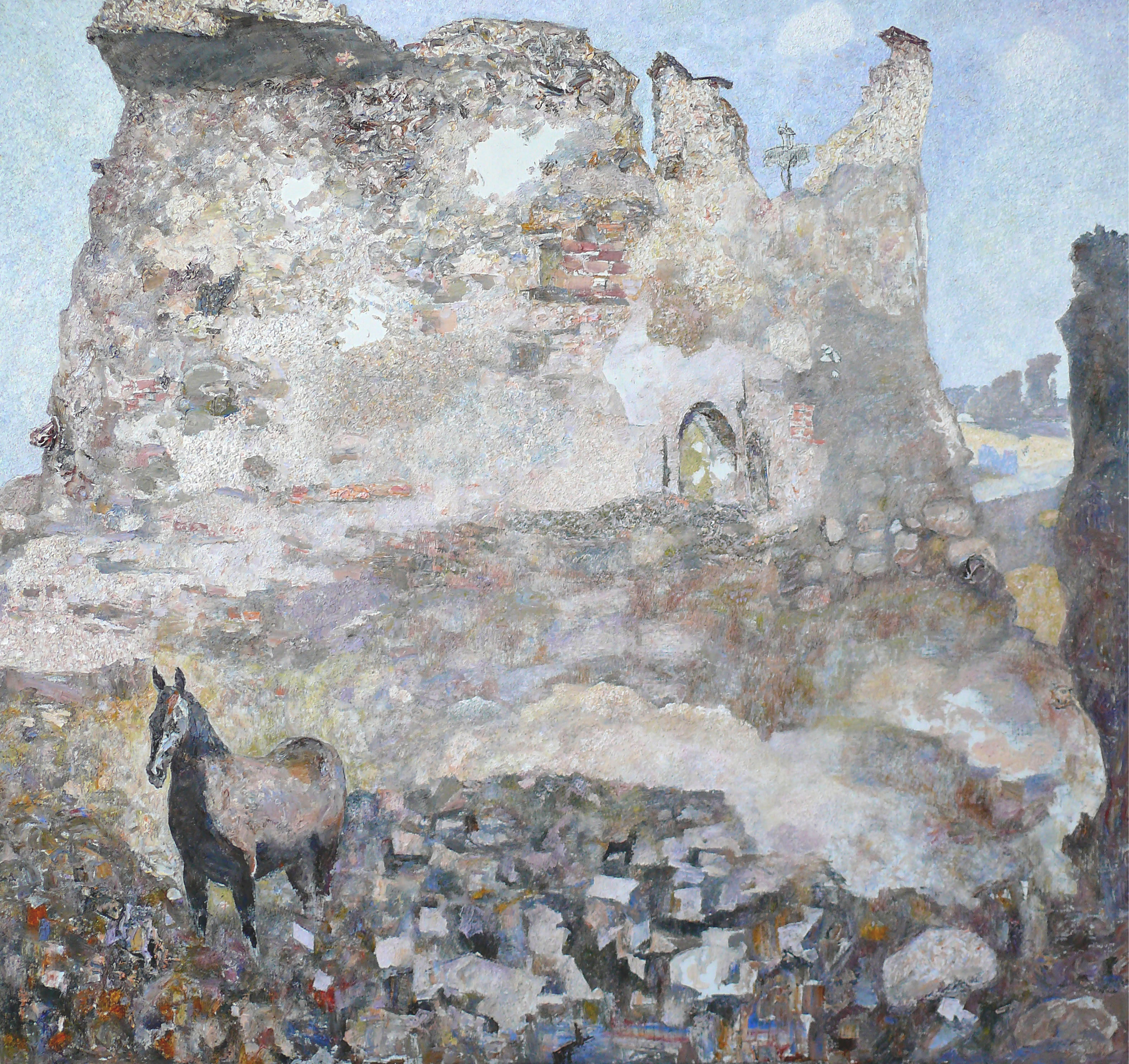
А. В. Барановский. «Крево». 2007 г. Холст, масло. 110х131 см. Частная коллекция.
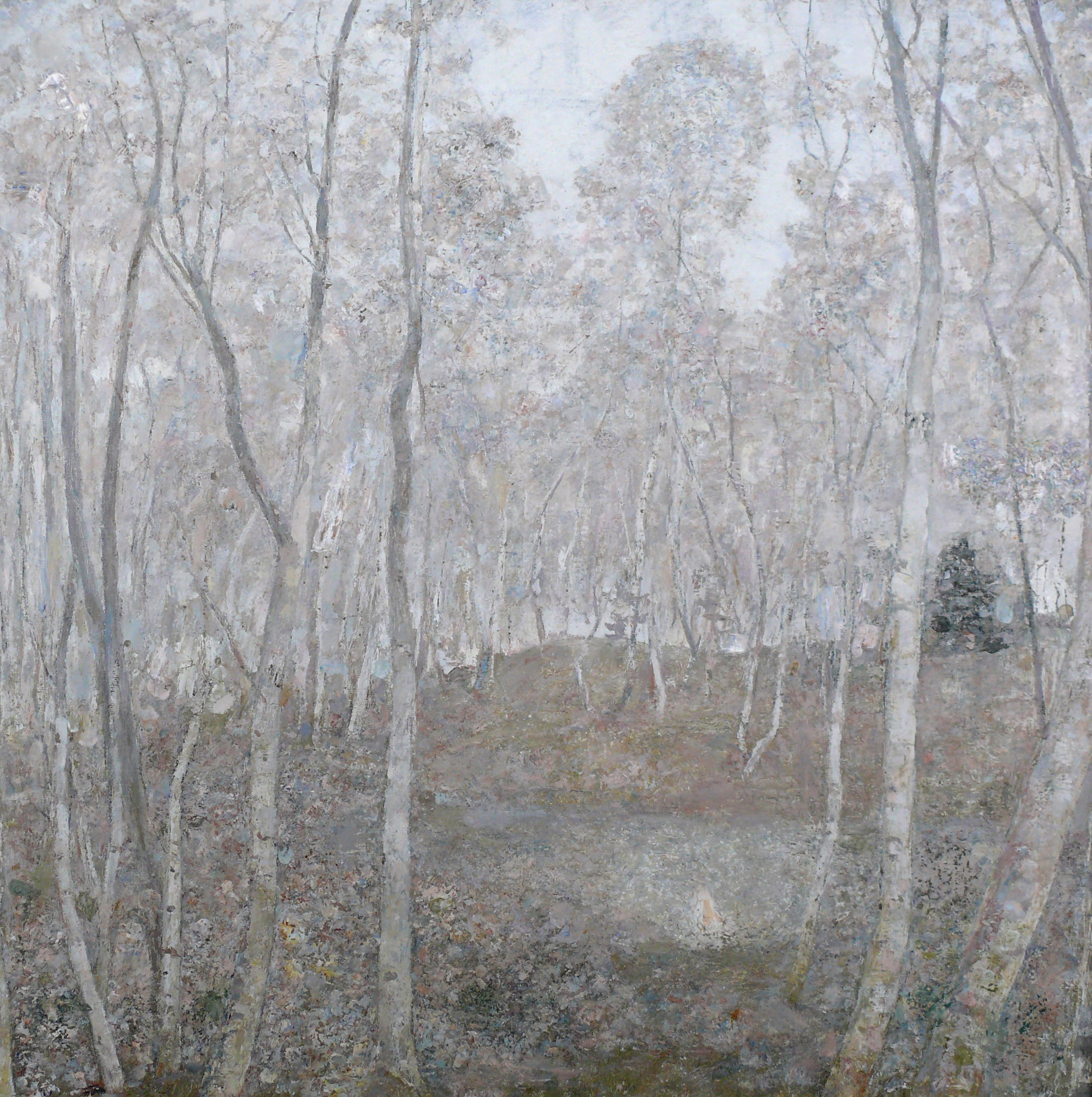
А. В. Барановский. «Бархатный туман». 2008 г. Холст, масло. 60х80 см. Национальный художественный музей Республики Беларусь.

## Видеоматериалы и художественная литература, посвящённые А. Барановскому
Личность художника отражена в ряде документальных фильмов и телепередач:
- Документальный фильм «Горизонты Отчизны» (бел. «Далягляды Бацькаўшчыны», реж. В. Соловьёва. БТ, 1997 г.)
- Телепередача «Портрет в интерьере» (реж. Л. Титоренко, авт.-сост. О. Шумай. СТВ, 2003 г.)
- Терепередача «Культурная жизнь» (А. Ефремов. СТВ, 2008 г.)
- Документальный фильм «Путь к свету» (из цикла «Книга Судеб», реж. Н. Сидельникова. БТ., 2010 г.)
- Терепередача «Камертон»[10][11] (реж. Е. Красуляк, авт. И. Николаева. Беларусь 3, 2016 г.)
- Документальный фильм «Анатолий Барановский»[12](в рамках авторского телевизионного цикла «Современное искусство Беларуси»; авт. и реж. О. Лукашевич, второй реж. А. Алексеев, Беларусь 3, 2018 г.)

Художественная литература:
- бел. «Жавароначкам бласлаўлёнае» (эссе, В. Карамазов)[13][14][15][16]
- бел. «Крынічыць сэбра» (эссе, авт. В. Карамазов)[17]
- бел. «Гарачая кроў Джотта» (новелла, авт. В. Карамазов)[18]
- бел. «Дрэва: дыпціх да карціны А. Бараноўскага «Слабодка»» (стих., авт. С. Шах)[19].
- «В листьях — до спасительной земли…» (стих., авт. И. Котляров)[19].
- «Художник милый… Он опять…» (стих., авт. И. Котляров)[20].